# Dear my friends (shelaの曲)
「Dear my friends / Fly away」（ディア・マイ・フレンズ / フライ・アウェイ）は、shela通算13枚目のシングル。今作は「shela / sunny-side up」名義で両A面シングルとなっている。2005年5月18日にavex traxよりリリースされた。

## 解説
「Dear my friends」の歌詞は、レースクイーン・タレントとして活躍する三苫千景が担当した。楽曲制作にあたり、何人かの候補者がいる中で採用されたらしい。千景本人も「思いついたときにしか書かないくらい作詞が楽しい」とコメントしている。
なお、千景はそれから3年後の2008年にAiryの『REMEMBER YOUR HEART』の作詞も担当している。
オリコンチャートでは最高14位に留まったが9週チャートインするロングランとなり「pink」に次ぐ累計45,682枚を記録、さらに着メロランキングでも「Dear my friends」がレコチョクでは週間2位、auではデイリー最高16位を記録した。
2022年6月8日に、shela officialYouTubeチャンネルにて「Dear my friends」を歌ってみた動画がアップロードされた。

## 収録曲
1. Dear my friends
作詞：千景 / 作曲：真白リョウ / 編曲：T2ya
関西テレビ・フジテレビ系ドラマ『曲がり角の彼女』主題歌
2. Fly away
作詞：カナコ（speena）、濱田真希 / 作曲：カナコ / 編曲：木村玲
sunny-side up名義
3. Dear my friends -instrumental-
4. Fly away -instrumental-

## 参加ミュージシャン
Dear my friends
- 村山達哉：Strings Arrangement
- shela：Vocal & Chorus
- 林部直樹：Guitar
- 種子田健：Bass
- 江口信夫：Drums
- 三沢またろう：Percussion
- 佐々木久美：Chorus

Fly away
- shela & カナコ（speena）：Vocal & Chorus
- 増崎孝司：Guitar
- 種子田健：Bass
- 中西康晴：Piano